# Miskawayh
Miskawayh (936 – ca.1030) fue un estadista, cortesano, historiador y físico persa, abogado de los griegos y otras doctrinas antiguas en el islam. Su Sobre el refinamiento del carácter (en traducción inglesa de Constantine Zurayk, 1968) ha sido calificado como «la obra más influyente de ética filosófica» en el islam. Transmuta la ética de mandamientos coránica en una ética aristotélica de la virtud cuyo objetivo es disciplinar (ta’dib,  cfr. el griego paideia) nuestra irascibilidad natural, permitiendo que nuestra unidad profunda se exprese en amor y compañerismo. El sistema de Miskawayh fue generosamente copiado muy especialmente en el tratamiento de la ética de la virtud de al-Ghazālī aunque desnaturalizado por la sustitución de al-Ghazālī de los temas pietistas en los que Miskawayh parecía demasiado secular o humanista.